# Lingua pisidica
La lingua pisidica era una lingua del ramo anatolico delle lingue indoeuropee parlata in Pisidia, una regione dell'Anatolia, nell'odierna Turchia, nel III e nel II secolo a.C.
È conosciuta da una trentina di brevi e ripetitive iscrizioni tombali scritte in un alfabeto derivato dal greco.

## Classificazione
Il pisidico è considerato un idioma anatolico di derivazione luvia. 
Forse si tratta di una lingua imparentata con il licio ed il sidetico, ma sembra che esistano anche alcune influenze dal frigio, cosicché potrebbe trattarsi di una creolizzazione del frigio e di alcuni dialetti indigeni anatolici.